# It's Alright (Ricky Martin)
It's Alright è il terzo singolo ad essere estratto da Life, decimo album del cantante portoricano Ricky Martin, e vede la collaborazione ai vocalizzi del cantante francese M. Pokora.
Il brano, incluso anche nell'album Player di M.Pokora, è stato scritto da Danny López, George Pajon Jr., S. Lamilla e Javier García.
Il video, che mostra i due cantanti a New York e Porto Rico, è stato girato da Simon Brand, con la fotografia di Maz Makhani, ed è stato prodotto da Betinna Abascal, Robert Feliciano e Robert Perkins. Nel video compare anche la modella portoricana Joan Smalls.

## Tracce
1. It's Alright 3:22
2. Ricky Martin - It's Alright (Album Version)  3:22
3. Ricky Martin - Maria (Spanglish Extended Remix)  7:56

## Classifiche
| Paese            | Posizione massima |
| ---------------- | ----------------- |
| Belgio (Fiandre) | 18                |
| Finlandia        | 17                |
| Francia          | 98                |
| Paesi Bassi      | 69                |

### Featuring con M. Pokora
| Paese             | Posizione massima |
| ----------------- | ----------------- |
| Belgio (Vallonia) | 11                |
| Francia           | 4                 |
| Svizzera          | 18                |